# بولو غيوليس
بولو غيوليس وهي جزيرة من جزر إندونيسيا، وتقع في إقليم جاوة الغربية.
جزيرة جوليس هو اسم جزيرة صغيرة تقع في وسط نهر سيليونج في مدينة بوجور، على وجه التحديد إلى الجنوب من حدائق بوجور النباتية. تقع هذه الجزيرة في RW 04، قرية باباكان باسار، منطقة بوجور الوسطى.